# 2015 a légi közlekedésben
Ez a lista a 2015-ös év légi közlekedéssel kapcsolatos eseményeit tartalmazza.

## Események

### Január
- január 6. – Lezuhan egy Piper PA–34 típusú repülőgép Kentuckyban. (Egy 7 éves lány éli túl a balesetet.)
- január 15. – Szolgálatba állítja a Qatar Airways az első Airbus A350 típusú gépét.
- január 18. – Leszállás közben a földhöz csapódik a Szíriai Légierő An–26 típusú repülőgépe, Abu al-Duhur katonai repülőtér közelében. (A gépen utazó 35 katona nem éli túl a balesetet)

### Február
- február 4. – A TransAsia Airways 235-ös járata a TransAsia Airways Tajpej és Csinmen-szigetek közötti menetrend szerinti járata lezuhan. (A gépen 53 utas és 5 főnyi személyzet tartózkodik. Ez egy éven belül a második halálos áldozatokkal járó repülőgép-szerencsétlensége a TransAsia Airways légitársaságnak.)
- február 11. – Az Aeropanamericano Beechcraft 1900C típusú gép lezuhan, 4 ember halálát okozva.

### Március
- március 24. – A Germanwings 9525-ös, Barcelona és Düsseldorf közötti menetrend szerinti járata 2015. március 24-én lezuhan.[1]
- március 29. – Az Air Canada egyik járatának leszállása balul sül el a Kanadai Halifaxban. (A 138 utasból 25 ember kórházba kerül.)

### Április
- április 13. – A Carson Air Swearingen 226-os gépe lezuhan Vancouverben. (2 ember az életét veszti.)

### Május
- május 9. – Az Airbus Defense and Space egy Airbus A400M típusú katonai gépe lezuhan Sevillában. (A személyzet összes tagja meghal.)[2]
- május 19. – Túlfut a kifutópályán a Magyar Légierő JAS 39 Gripen vadászgépe, a cseh Čáslav katonai repterén. (A két pilóta, Ugrik Csaba dandártábornok és Gróf Gergely őrnagy sikeresen katapultál, a gép megrongálódik.)[3][4]

### Június
- június 2. – Az Aeronaves TSM légitársaság Swearingen 226-os gépe lezuhan Querétaro-ban. (5 ember a fedélzeten életét veszti)

### Július
- július 17. – Villanyvezetéknek ütközik, majd a Hernádba zuhan az Air Transport Europe mentőhelikoptere a szlovákiai Menedékkő (Klášorisko) közelében. (A gép pilótája, egy orvos, egy mentő operátor és egy hegyi mentő, összesen 4 fő veszti életét.)[5]
- július 28. – Lezuhan egy kiképzési gyakorlatot végző Mi–17 típusú, szovjet gyártmányú katonai helikopter, háromfős legénységgel a fedélzetén, a kelet-szlovákiai Hradisko település közelében. (A gép fedélzetén tartózkodó három ember közül egy meghal.)[6]

### Augusztus
- augusztus 2. – Az oroszországi „Dubrovichi” katonai kísérleti lőtéren – az „Aviadarts” nemzetközi versenyének megnyitóján – a hidraulika meghibásodása miatt lezuhan, majd a becsapódást követően kigyullad a Berkut kötelék egyik Mi–28N helikoptere. (A kétfős személyzet egyik tagja a katasztrófa során életét vesztette.)[7]
- augusztus 3. – A szíriai kormányerők harci repülőgépe lezuhan az északi Idlíb tartománybeli Ariha város piacára, miután csapásokat mér a település több pontjára.[8]
- augusztus 3. – Idlib tartomány. Lezuhant egy teherszállító repülőgép. A szír hatóságok állítása szerint legalább 35 katona vesztette életét.[9]
- augusztus 11. – Németországban, a bajorországi Bayreuth térségében, egy erdős területen lezuhan az amerikai légierő F–16-os harci repülőgépe. (A pilóta katapultál, de könnyebb sérüléseket szenved.)[10]
- augusztus 12. – A tengerbe zuhan az amerikai hadsereg UH–60-as típusú szállítóhelikoptere, öt fővel a fedélzetén a Japán déli részén fekvő Okinava szigeténél. (A japán parti őrségnek három embert sikerül kimentenie.)[11]
- augusztus 16. – Eltűnik az indonéz Trigana Air Service légitársaság ATR 42-es Jayapurából Oksibil felé tartó repülőgépe 54 emberrel a fedélzeten.[12][13]
- 2015. augusztus 29. Friesach. Egy Pitts S-2B típusú kis repülőgép lezuhant egy helyi légi parádén. A gép pilótája életét vesztette.[14][15]
- augusztus 22. – A Canfield Hunter Limited vállalat egyik Hawker Hunter T7-es típusú repülőgépe légibemutató közben a nagy britanniai Shoreham repülőtér közelében, a pilóta hibája miatt lezuhan. (A balesetben 11 fő, akik a földön tartózkodnak, életüket vesztetik. A pilóta életveszélyes sérüléseket szenved, rajta kívül további 3 fő súlyos, 12 fő könnyebb sérüléseket szerez.)[16]
- augusztus 29. – Egy Pitts S-2B típusú kisrepülőgép lezuhan a helyi légi parádén az ausztriai Friesachban. (A gép pilótája életét veszteti.)[14][15]

### Október
- október 31. – A Kogalymavia 9268-as, Sarm es-Sejkből Szentpétervárra tartó menetrend szerinti járata lezuhan.[17]

### November
- november 4. – Juba repülőtértől 800 méterre. Az Allied Services légitársaság EY-406 lajstromjelű, Antonov An-12BK típusú szállító repülőgépe felszállást követően a túlterheltség miatt egy hegynek ütközik. A balesetben 37 fő veszti életét, kettő fő túléli.[18]
- november 13. – Lezuhan egy ukrán felségjelű Mi–2 típusú helikopter a szlovákiai Felsőnémetinél. (A fedélzeten tartózkodó hat személy életét veszti.)[19]
- november 22. – Os repülőtér. Az Avia Traffic Company légitársaság Biskekből induló és Osba tartó Boeing 737-300 típusú, YK768 lajstromjelű repülőgépe kemény landolást hajt végre és túlfut a kifutón. A balesetben 14 fő szenved sérüléseket, ebből 4 fő súlyosan megsérül.[20]
- november 24. – A Török Légierő F–16-os vadászgépe Törökország légterében, levegő-levegő rakétával lelövi az Orosz Légierő egyik Szu–24-es vadászbombázóját, ami négy kilométerre a török határtól, szíriai területen zuhan le. (A gép a Türkmén-hegységben, a tengerparti Latakia tartomány területén csapódik a földnek. Mindkét pilóta katapultál, azonban a lázadó szíriaiak egy csoportja tüzet nyit rájuk. Az egyik pilóta életét veszti, társát a szíriai kormányerők másnap kimentik és az orosz légibázisra szállítják.)[21][22]

## Első felszállások

### február
- február 3. – Embraer KC–390
- február 6.
  - Dassault Falcon 8X
  - Enstrom TH180[23]
- február 27. – Bombardier CS300

### március
- március 7. – Ka–52K (A Ka–52-nek az orosz Mistral osztályú helikopterhordozókra szánt változata.)

### április
- április 9. – Flight Design C4

### május
- május 7. – An–178
- május 11. – Pilatus PC–24
- május 18. – Gulfstream G500
- május 22. – Sikorsky S–97 Raider

### június
- június 13. – Airbus Helicopters H160

### július
- július 1. – Bell 525 Relentless

### szeptember
- szeptember 25. – Boeing KC–46A[24]

### október
- október 16. – F-16V[25]